# Luigi Centurione
Luigi Centurione (29 de agosto de 1686 – 2 de outubro de 1757) foi um padre jesuíta italiano, décimo sétimo superior geral de 1755 a 1757.

## Formação e primeiros anos
Nascido em uma família nobre genovesa, ele estudou no Colégio Jesuíta em Parma e entrou para a Companhia de Jesus em 1703. Depois de estudar Filosofia e Teologia, ele foi ordenado padre em 1717. Ele ensinou Literatura, Filosofia e Teologia antes de ser nomeado Provincial de Milão em 1750. Ele fez parte da Congregação que elegeu Ignazio Visconti geral da Sociedade em 1751. Visconti o nomeou seu assistente em Roma e deixou uma nota afirmando que após sua morte ele seria nomeado vigário geral da Sociedade.

## Superior Geral
Foi eleito Superior Geral da Congregação em 30 de novembro de 1755, poucos dias depois do terremoto de Lisboa, e logo sentiu os efeitos da campanha lançada pelo Marquês de Pombal contra os jesuítas. A hostilidade dos jesuítas resultou em um panfleto de Gabriel Malagrida alegando que o terremoto foi um castigo divino pelo ateísmo de Pombal. Malagrida foi entregue à Inquisição e condenado à fogueira em 1761.
Outras medidas foram tomadas contra os jesuítas e um primeiro pedido de supressão da Companhia foi dirigido ao então moribundo Bento XIV.
Para abordar as crescentes acusações de negligência em questões morais, Centurione enviou uma carta a todos os líderes jesuítas insistindo em fortalecer o ensino de teologia moral nos seminários. Anteriormente, e a pedido da Congregação que o elegeu, Centurione já havia escrito uma carta sobre “o verdadeiro espírito da Companhia”. Prevendo que tempos perigosos se aproximavam, Centurione desejou uma fortificação da vida espiritual dos jesuítas para que eles pudessem resistir melhor à tempestade que se aproximava.
As dificuldades causadas pelos arriscados empreendimentos comerciais do Padre Antoine Lavalette e o tratamento inepto da falência pelos jesuítas franceses complicaram o mandato de Centurione e aumentaram o número daqueles que achavam que a Companhia estava além de qualquer reforma.
A brevidade do seu mandato não lhe permitiu tomar maiores medidas. Sua afabilidade e força de caráter, que o levaram a não ameaçar nem tomar medidas de retaliação, prepararam inconscientemente seus companheiros para sobreviver à repressão da Companhia em 1773.